# Hartree
Hartree (Ha eller H) eller atomic unit (au) är en enhet för energi på atomnivå, uppkallad efter Douglas Hartree. Den definieras som 2R∞hc, där R∞ är Rydbergs konstant, h är Plancks konstant och c är ljusets hastighet. Grundtillståndet för elektronen i en väteatom är {\displaystyle -1/2\,\mathrm {Ha} }. Följande förhållande till andra enheter gäller:
{\displaystyle 1\,\mathrm {Ha} =2\,\mathrm {Ry} =27,211\,\,\mathrm {eV} =4,359\times 10^{-18}\,\mathrm {J} }